# Церковная история народа англов

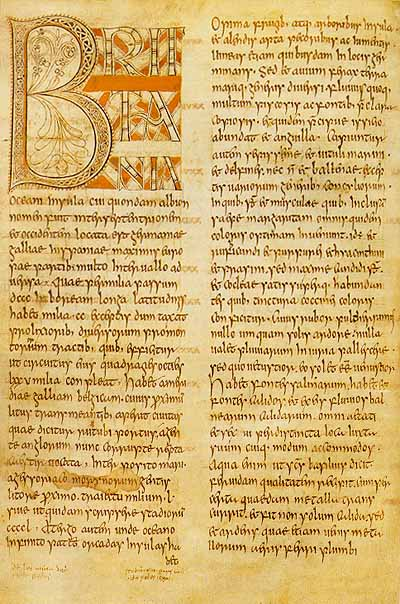
Фолио 3v из Санкт-Петербургского Беды

«Церко́вная исто́рия наро́да а́нглов» (лат. Historia ecclesiastica gentis Anglorum) — главный труд англосаксонского историка и богослова Беды Достопочтенного, посвящённый истории христианской церкви в древней Англии, конфликту между римским и кельтским христианством. Хронологически изложение охватывает период от римского вторжения в Британию 55 года до н. э. до 731 года (в некоторых поздних рукописях события доведены до 766 года); наиболее подробное связное изложение касается событий 596—705 годов, о современном автору периоде он пишет максимально кратко и без оценок.
Исторические представления Беды сложились под воздействием библейской традиции, то есть священной еврейской истории. Прошлое англосаксов осмысливалось как направленное непрерывное движение к Богу, по аналогии с историей первого богоизбранного народа — израильтян. Согласно Беде, англосаксы были новыми Божиими избранниками, миссия которых была в распространении истинной веры в самые отдалённые земли и восстановлении церковного единства. Англы — новый народ Израильский — получили веру непосредственно из Рима, центра католического мира. Поэтому центральным сюжетом труда Беды являлось становление церкви во всей Британии, объединяющей верующих во всех англосаксонских королевствах в соответствии с Божественным замыслом.
Трактат был написан на латинском языке и завершён к началу 730-х годов. По приказу короля Альфреда Великого текст был переведён на древнеанглийский язык, он закрепил синонимию понятий «Британия» и «Англия». Вместе с другими трудами Беды «Церковная история» стала популярной в средневековой Европе, сохранилось около 160 рукописей, при этом считается, что на территории Англии в XIV—XVI веках в результате политических потрясений было уничтожено примерно 80 % манускриптов Беды. Первое печатное издание вышло в 1475 году в Страсбурге. Перевод на английский язык был опубликован в Антверпене в 1550 году, а печатное издание древнеанглийского перевода и латинского текста в Кембридже последовало только в 1643—1644 годах. В XIX веке труд Беды Достопочтенного стал рассматриваться как основополагающий для национальной британской историографии. Наиболее авторитетным научным изданием считается двухтомник Ч. Пламмера 1896 года, в 1969 году был опубликован академический английский перевод Р. Майнерса и Б. Колгрейва. На русский язык «Церковная история» была переведена в 2001 году В. В. Эрлихманом.

## Историческая концепция и метод Беды

### Историческое повествование в Средние века

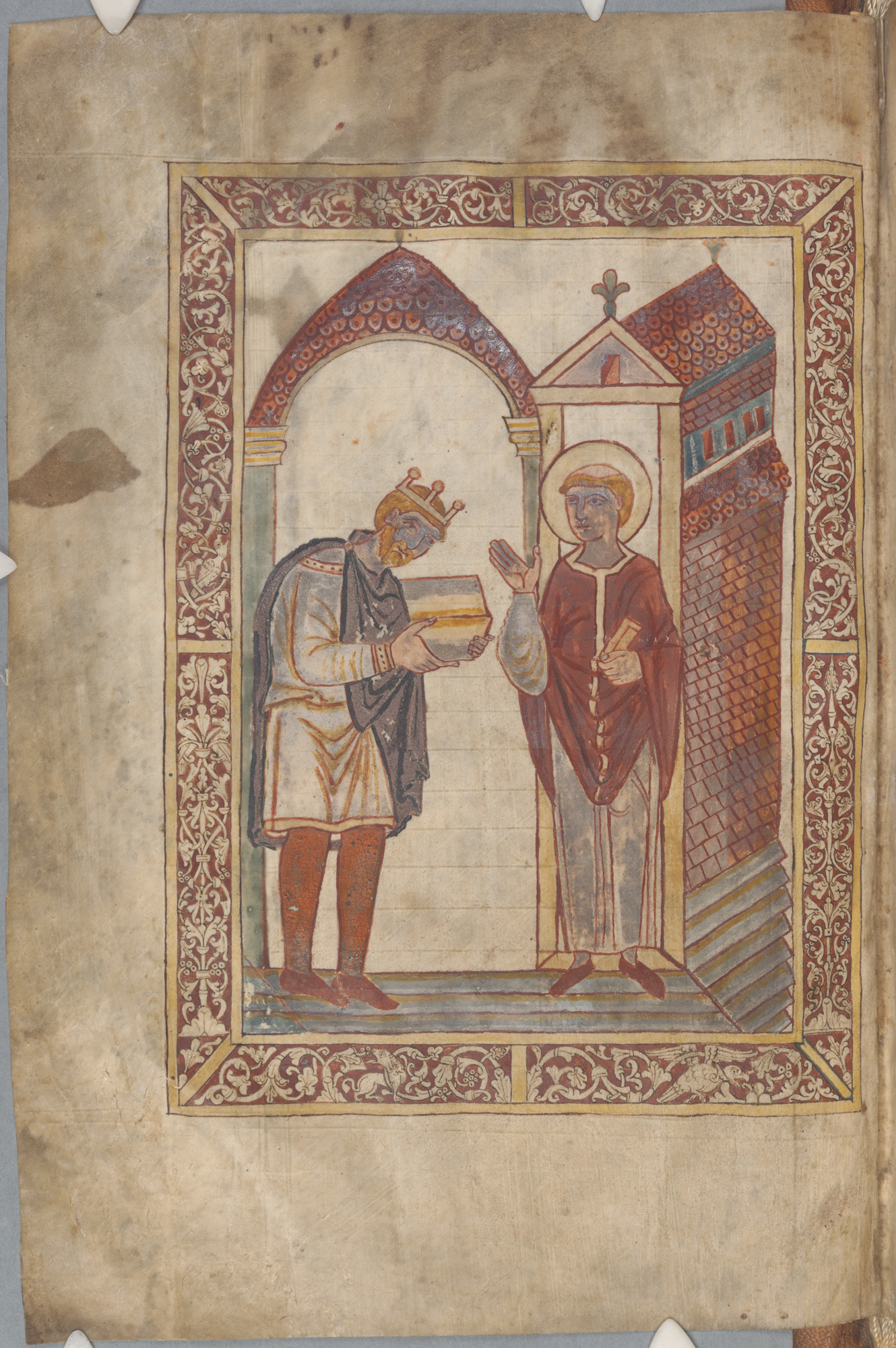
Король Ательстан преподносит Евангелие св. Кутберту, умершему за два века до этого. Миниатюра «Жития св. Кутберта» (Кембридж, Corpus Christi College, рукопись MS 183, fol. 1v), около 930 года

Французский медиевист Бернар Гене отмечал, что история среди христианских дисциплин занимала в Средние века особое, подчинённое, положение. В общем все средневековые историки стремились сохранить память о прошедших временах и рассказать о событиях, происходивших в эти времена, а также дать описание этих времён и представить достоверную хронологическую последовательность. Существенно то, что историка в меньшей степени интересовало выяснение причин события: все они были необходимой частью Божественного замысла, который можно было постигнуть в своё время. Так, Григорий Турский, сообщая о нападении гуннов на Галлию, приводил легенду об Аравации, епископе Тонгра, которому было дано откровение, что по грехам народа его гунны должны прийти в Галлию и опустошить её, а его молитва не может быть услышана, ибо Господь всё решил (II, 5). Поэтому знание о прошлом имело смысл только как часть знания об изначальном плане, в котором каждое событие имело смысл. Чтение и комментирование Библии — Священного Писания, которое содержало всю полноту смыслов, доступных человеку, — требовало глубокого и тщательного изучения древнееврейской истории, хронологии, топографии, генеалогии. Изучение истории и культуры богоизбранного народа оправдывало изучение собственной истории и задавало подходы к её описанию и интерпретации. Естественно, что для христианского историка предметом интереса было теологическое измерение: определение места своего народа, государства и церкви в общей картине истории христианского мира и установление цели и высшего назначения произошедших событий.
«Церковная история народа англов» в пяти книгах повествовала о периоде от римского завоевания до 731 года, причём внешняя канва несла признаки типичного для эпохи хроникального жанра. По замечанию Дж. Брауна, заглавие работы не должно вводить в заблуждение — это церковная история, не похожая на классические образцы Геродота, Фукидида, Юлия Цезаря или Тацита. Более того, нет никакой уверенности, что Беда был знаком с трудами всех перечисленных историков. Из доступных ему образцов труд Беды ближе всего к Руфинову переводу «Церковной истории» Евсевия Кесарийского. Классические исторические труды античности (особенно Фукидида) использовали вымышленные сюжеты и речи исторических персонажей, которые должны были произнести то, что автор считал возможным в данной ситуации. Напротив, христианские историки, оперируя библейской картиной времени, основное внимание уделяли сакральному, а светские события истолковывали в свете и терминологии сакрального. Подобно Евсевию, Беда включал в своё повествование подлинные документы и ссылался на источники и авторитеты, в силу чего стал восприниматься в историографии как своего рода «идеальный» церковный историк.
Исторические труды Средневековья создавались как тексты одного института — церкви — и только во вторую очередь как нарративы локальных общин, королевств или народов. Погодные записи о происходящих событиях за редким исключением велись в монастырях, а учёные почти исключительно были монахами, священниками и даже епископами, для которых занятия историей или философией были сопряжены с основными культовыми обязанностями. Основными источниками создания исторического нарратива были исключительно труды других писателей, причём авторы сознательно стремились продолжать и доводить до своей современности сочинения предшественников, поскольку средневековое сознание включало концепт непрерывной традиции. В VI веке Кассиодор в своих «Институциях» перечислил набор базовых для него исторических текстов, которые затем стали восприниматься как нормативный набор и распространились по библиотекам латинского Запада. В их число входили «Иудейские древности» и «Иудейская война» Иосифа Флавия (он воспринимался как церковный историк); «Церковная история» Евсевия Кесарийского в переводе Руфина и его продолжение — «История в трёх частях» самого Кассиодора; «История против язычников» Павла Орозия, уцелевшие книги истории Аммиана Марцеллина, хроника Проспера Аквитанского и два сочинения «О выдающихся мужах» Иеронима и Геннадия. Все эти тексты были доступны Беде и оказали существенное влияние на его представления.

### Восприятие истории Бедой Достопочтенным
Беда Достопочтенный стал одним из первых средневековых авторов, который создал целостную концепцию прошлого. Понимание истории Бедой в общем было сформировано доступными ему античными писателями и лежало в русле представлений Исидора Севильского — история есть рассказ о свершившихся делах (Этимологии, I, 41). Такой подход полностью сочетался с методом и стилистикой исторических книг Ветхого Завета. Нарратив выстраивался вокруг того, «что было сделано» правителями, служителями церкви, праведниками и целыми народами. Концептуальную суть образовывали создание государства, правление династии или отдельного короля, история обращения народа в христианство или преодоление раскола. В «Церковной истории народа англов» прослеживаются две традиции исторического нарратива. Первый восходит к истории Евсевия и повествует об истории христианских общин и институтов, второй — к «Истории франков» Григория Турского, то есть описанию «нового» исторического народа, который в античном прошлом причисляли к варварам. Однако именно Беда создал новый тип исторического нарратива, который позволял объединить историю церкви и народа.
Исторические представления Беды сложились под воздействием библейской традиции, то есть священной еврейской истории. Прошлое англосаксов осмысливалось им как направленное непрерывное движение к Богу, по аналогии с историей первого богоизбранного народа — израильтян. По Беде, цель и одновременно конец человеческой истории — это обращение ко Христу всех людей на свете, в силу чего прошлое и настоящее народа англов получало своё место во всемирной истории. Героями раннесредневековых историков часто были целые народы — готы у Кассиодора, Иордана и Исидора, франки у Григория Турского, лангобарды у Павла Диакона и бритты у Гильдаса. Судьба народа в сочинениях такого рода конструировалась по библейским лекалам: историю определяли отношения Бога и людей, которые принимали или отвергали истинную веру. Впервые такой метод объяснения событий ввёл Павел Орозий, который попытался на историческом материале обосновать учение Августина о двух Градах. Согласно этой логике, народы древности, включая греков и римлян, жили во грехе, не сознавая того, и оттого терпели бедствия и двигались к ложным целям, подвергаясь разгрому и завоеванию. Соответственно, грехи современных им язычников и тем более вероотступников виделись более тяжёлыми, поскольку Истина была дана, но они противились ей. Бог, хотя и не общался напрямую с историческими героями, как в Ветхом Завете, неусыпно заботился о жизни своих творений, даруя вознаграждение и насылая кару. Исторические перемены вполне можно было объяснить через концепцию «греховного» и «праведного» народа. Например, в интерпретации Гильдаса бритты, погрязнув в грехах, отвернулись от Бога и потому были завоёваны англами. Хотя христианские историки признавали наличие изначального Божественного замысла, они не отвергали и выбора, воздаяние за который получал не только герой, но и целый народ. Григорий Турский отмечал, что у христиан всё слагается счастливо, у еретиков же всё идёт дурно, и приводил в пример Хлодвига и Алариха. Образ нового богоизбранного народа приобрёл особое значение для историков германских королевств. Логика была очевидна — для христианской веры не было «ни эллина, ни иудея». Если в Ветхом Завете Бог-отец вёл избранный народ — евреев, то и в «настоящее время» история должна была повториться с избранным народом Сына — из христиан. После падения Римской империи и создания варварских королевств образ стал ассоциироваться с государственностью конкретных германских народов, к представителям которых относился тот или иной историк. Наиболее отчётливо эта идея была представлена именно в «Истории» Беды Достопочтенного.
Согласно Беде, англосаксы были новыми Божиими избранниками, миссия которых была в распространении истинной веры в самые отдалённые земли и восстановлении церковного единства. Англы — новый народ Израильский — получили веру непосредственно из Рима, центра католического мира. Поэтому центральным сюжетом труда Беды являлось становление церкви во всей Британии, объединяющей верующих во всех англосаксонских королевствах в соответствии с Божественным замыслом. Отдельные события, войны, изменения границ и деяния государей имели смысл только в соотнесении с пониманием истории как истории спасения. Бритты могли бы стать просветителями во Христе для англов и саксов, но не пожелали спасать души новых обитателей острова. Однако для англов Божественным планом была приуготовлена иная участь.

## Исторический нарратив «Церковной истории народа англов»
Хронологически сочинение Беды охватывало период с 55 года до н. э. по 731 год н. э. В некоторых рукописях сохранилось продолжение до 766 года, написанное монахами Джарроу. Тем не менее, основное внимание автора в географическом плане было сосредоточено на его родной Нортумбрии, а в хронологическом на середине VII века, когда христианство утвердилось почти во всех англосаксонских королевствах. Этому периоду посвящены три из пяти книг «Истории». Характерно постоянное снижение интереса автора к светским событиям, из-за чего к концу книги упоминания о политических событиях становятся лапидарными. Трактат Беды — основной исторический источник по Англии VI—VIII веков, на нём основаны не только труды позднейших историков, в особенности Генриха Хантингдонского и Уильяма Малмсберийского, но и сообщения «Англосаксонских хроник», записанных только в IX веке.
При всем богатстве риторических оборотов, восходящем к античным образцам, в «Истории» почти отсутствуют психологические и даже внешние характеристики героев, которые представлены в континентальной традиции начиная от Григория Турского. В отличие от позднейших средневековых хроник, Беда не злоупотреблял описаниями преступлений недостойных правителей.

### Символическое пространство
Одной из сложнейших задач, встававших перед Бедой — историком, была организация исторического нарратива. Обычная для него концепция целостности вводилась географическим пассажем, задававшим единство места действия:

Британия — это остров среди океана, называвшийся прежде Альбионом. Он расположен на значительном расстоянии к северо-западу от Германии, Галлии и Испании, которые являются крупнейшими частями Европы. Он простирается на восемьсот миль к северу в длину и на двести миль в ширину, но некоторые участки суши выступают и дальше, и с ними длина береговой линии доходит до 4875 [римских] миль (7215 км). К югу лежит Бельгийская Галлия, ближний путь к которой для путешествующих проходит через город, называемый Порт рутубиев; англы же искаженно называют его Рептакастир. От него до Гессориака в земле моринов, что на другом берегу, пятьдесят миль или, как иногда пишут, 450 стадий. С другого края, где начинается бескрайний океан, находятся Оркадские острова. Остров этот богат плодами и деревьями и в изобилии кормит скот и вьючных животных, а в плодородных его областях возделывается виноград. Здесь много сухопутных и морских птиц разных видов, а обилие рыбы в реках и ручьях достойно удивления; особенно велико число лососей и угрей. Ловили тут тюленей, дельфинов и даже китов; кроме того, здесь есть различные ракушки, в том числе и жемчужницы, в которых находят превосходный жемчуг самых разных цветов — красный, пурпурный, фиолетовый и зелёный, но большей частью белый. Много здесь и улиток, из которых добывают алую краску; её прекрасный цвет не тускнеет ни от солнца, ни от дождя и не блёкнет со временем, а только делается ярче.— I, 1
Идею предварения исторического описания географическим Беда (как и Григорий Турский, Гильдас и другие ранние авторы) заимствовал у Павла Орозия, который в начале своей «Истории против язычников» дал краткие сведения о географии известного ему мира. У Орозия (I.2) Беда заимствовал начало главы и данные о протяжённости Британии, при этом сведения о свойствах минералов и красок были заимствованы у Солина и Плиния, а пассаж о горячих источниках Беда взял из «Шестоднева» св. Василия Великого. Тем не менее, большая часть главы была написана Бедой самостоятельно, причём название «Британия» (Brittania), ранее используемое только для части острова, населённого бриттами, впервые было распространено на всю его территорию. После перевода короля Альфреда названия «Англия» и «Британия» стали восприниматься как равнозначные.
Во вводном описании остров Британия был представлен как нечто большее, чем просто территория, поскольку здесь присутствовала аллюзия на библейскую Книгу Бытия. Британия является символическим пространством, на котором разворачивается история нового Богоизбранного народа, и типологически уподоблена земному раю. Население острова говорило на пяти языках (англов, бриттов, скоттов, пиктов и латинском), что по принципу подобия отсылало к числу книг, повествующих о Божественном Законе. Иными словами, Беда конструировал образ духовного единства Британии, и перед читателями представал образ не соперничающих королевств, но единой страны, где происходило Божественное действо. К. Кендалл, анализируя риторическую стратегию Беды, настаивал на символическом прочтении и понимании его труда.

### Проблема единства англосаксов
Для исследователей «Церковной истории» одной из важнейших проблем является понятие gens anglorum, «народ англов». Расхождения в этой области очень велики. Позитивистская историография, к которой восходят и классические переводы Б. Колгрейва (1969) и Л. Ширли-Прайса (1955), использовала понятие English People, и так же это заглавие переводит Дж. Браун. Согласно этой трактовке, Беда писал о едином прошлом германских племён, которые противопоставлялись пиктам, скоттам и бриттам, предвосхищая объединение англосаксов при Альфреде Великом. В 1980-е годы были предприняты новые попытки анализа исторической реальности, в которой жил и творил Беда. Г. Коудри пришёл к выводу, что англосаксы рубежа VII—VIII веков ощущали себя как этническое целое, включавшее в себя все германские элементы в Британии. Однако дальнейшие пути дискуссии задал П. Уормалд, который сосредоточился на теологическом видении истории Бедой. В результате отдельные племена англов, саксов, ютов, фризов и других, населяющие враждебные друг другу королевства, монах изобразил единым народом по аналогии со Священным Писанием. Даже имя этого народа было заимствовано из папских посланий Григория Великого, для которого — в соответствии с Промыслом Божьим — все жители острова были «англами». Иными словами, единство англосаксов в сочинении Беды росло по мере становления у них христианской церкви. А поскольку Беда жил в эпоху, когда церковная организация у англосаксов процветала, он проецировал эту картину на прошлое, связав воедино всех жителей англосаксонских королевств. Имя «англов» напоминало также и об ангелах:

Говорят, что однажды в Рим прибыли некие торговцы и выставили на площади товар для продажи. В числе многих покупателей пришел туда и Григорий и среди товаров увидел продаваемых мальчиков соразмерного телосложения, с приятными чертами и красивыми волосами. Глядя на них, он, как говорят, спросил, из какой они области или страны, и получил ответ, что их привезли с острова Британия, где все жители похожи на них. Тогда он спросил, христиане ли они или до сих пор пребывают в заблуждениях язычества, и ему ответили, что они язычники. С исходящим из самого сердца вздохом он сказал: «Как жаль, что создатель тьмы владеет людьми, столь светлыми ликом, и что души, облечённые такой внешней благостью, лишены благодати внутренней!» Спросив об имени их народа, он получил ответ, что они зовутся англами. «Добро, — сказал он, — ибо у них лица ангелов, и они достойны приобщиться к ангелам на небесах».— II, 1
Особый акцент Бедой делался на единстве церкви и её преемственности со Святым Престолом в Риме. Поэтому начало повествования от римского завоевания Британии прямо соотносилось с рассуждениями Августина об особой роли Римской империи в истории всего человечества, поскольку в соответствии с Божественным замыслом вселенское государство, собравшее воедино множество народов, было способно к распространению Веры Христовой. Беда даже утверждал, что англосаксонская церковь — как часть Божественного плана — уже существовала к моменту, когда первые миссионеры достигли берегов Альбиона. Трактат Беды показывает пример того, как созданные в историческом тексте общности впоследствии сами превращались в реальность в сознании тех, кому был предназначен текст.
В первой главе «Истории» Беда утверждает, что все народы и языки Британии объединяются божественной мудростью и её языком — латынью. Однако, в отличие от континентальных хронистов Каролингской эпохи, его универсализм не связан с политическим объединением и тем более — имперскими амбициями. Он спокойно относился к раздробленности Англии и не призывал к объединению англосаксонских королевств, гораздо более значимо для него единство всех королевств и народов Британии в лоне Римской церкви. Отсюда — чрезвычайная важность вопроса исчисления Пасхи. Для Беды истинный путь к спасению достижим только в согласии с церковью апостола Петра, а отступление от неё обрекало целые народы на погибель. Поэтому правильное исчисление праздников является важнейшим условием для наставления и спасения тех, кто ещё пребывал в пагубном заблуждении. К заблужденцам относились и ирландские монахи, в своё время заботившиеся об обращении англосаксов, но впоследствии «сделавшие множество вещей, противных единству Церкви» (III, 3). В четвёртой книге «Церковной истории» центральное место занимает рассказ о синоде в Уитби 664 года, на котором была принята римская Пасха (IV, 25). Принятие ирландскими монахами Айона римской Пасхи в 716 году знаменовало для Беды победу вселенской церкви над её противниками и торжество истины и описывалось как чудо.

### Агиография и язычество в «Церковной истории»

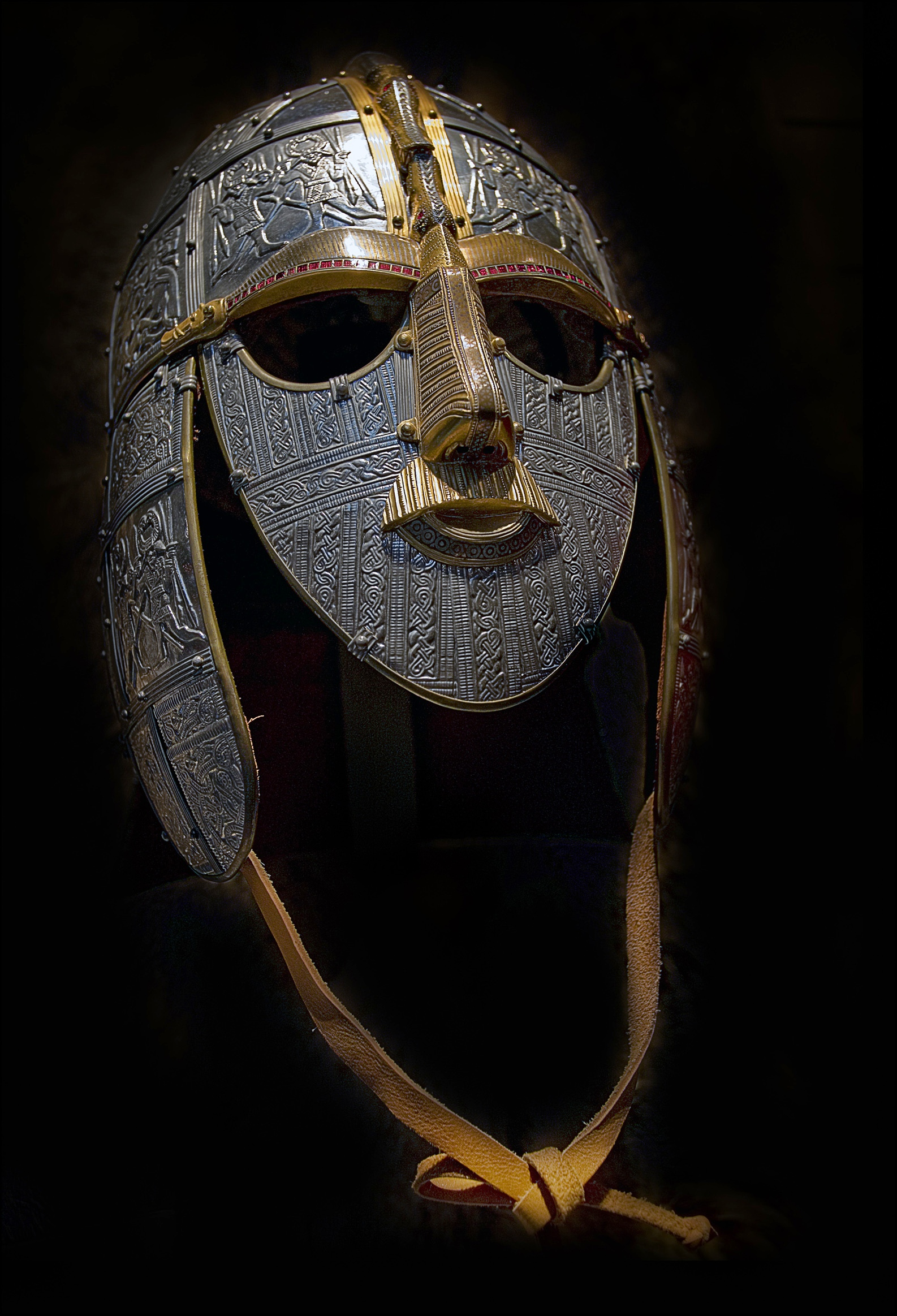
Реконструкция шлема правителя, погребённого в Саттон-Ху

В. Эрлихман обращал внимание на то, что «История» находится не только на пересечении двух жанров (хроники и церковной истории), но и на рубеже двух периодов истории церкви в Северной Европе. Эпоха утверждения веры, связанная с именами аскетов-отшельников и миссионеров, не боящихся мученичества, постепенно сменялась унифицированной церковной организацией. В этом плане симпатии Беды целиком принадлежали аскетам, что заметно в его «Истории аббатов Веармута — Джарроу», в котором энергичному Бенедикту Бископу противопоставлялся кроткий Кеолфрид. В житии св. Кутберта явно противопоставлена строгость жизни и устава ирландских монахов (хотя и неправильно празднующих Пасху и тем отрезающих себя от истинного Тела Христова) административной активности епископа и судии-аббата.
Взгляды Беды Достопочтенного мало отличались от Евсевия — глубинная основа церкви не изменялась со времён апостолов, а главным проявлением являлись чудеса и мученичество. Хотя рассказы о мученичестве находятся на периферии повествования, чудеса занимают очень большое место в «Истории». Всего там описан, по подсчётам Дж. Брауна, 51 случай чуда, из которых 28 помещены в книгах IV и V, посвящённых периоду уже после обращения англосаксов. По большей части Беда использует термин из латинского перевода Евангелия от Иоанна signa («знак»), а не miraculum (собственно, «чудо»), что указывает на их глубочайший внутренний смысл. Чудо подтверждает Божью мощь и заботу о людях и служит обращению неверующих или укреплению усомнившихся. В этом плане элементы агиографии органично вписываются в его нарратив в отличие, например, от светской хроники Григория Турского.
Указанные особенности вполне объясняют, почему о быте и обычаях народов Британии — особенно дохристианских — Беда сообщал чрезвычайно скупо. По В. Эрлихману, малопонятно отсутствие упоминаний о богатстве королей и их двора, которое в VI—VII веках значительно возросло (примером является погребение в Саттон-Ху). Из его свидетельств можно узнать о наличии в англосаксонском обществе трёх сословий, но никаких подробностей об их взаимоотношениях уже нет. Титулы и должности знати Беда обозначал латинской терминологией. Не принимая светской культуры, он упоминал с похвалой духовные стихи Кэдмона (переведя частично один из гимнов латинской прозой), но мирскую англосаксонскую поэзию осуждал как «легкомысленные и пустые поэмы», проникнутые языческим духом. О саксонском язычестве он также ничего не упоминал, но несколько раз упоминал идолов и языческие храмы, не уточняя, как они выглядели. По его свидетельству, король восточных англов Редвальд служил и Христу, и языческим богам: «в одном храме у него был алтарь для христианских обрядов и другой алтарь поменьше, на котором он приносил жертвы демонам». Он также цитирует письмо папы Григория, обращённое Меллиту, в котором предписывалось совмещать языческие и христианские праздники и устраивать храмы в языческих святилищах (I, 30). Позднее этот факт был подтверждён археологическими раскопками.

### История англосаксов в «Церковной истории»

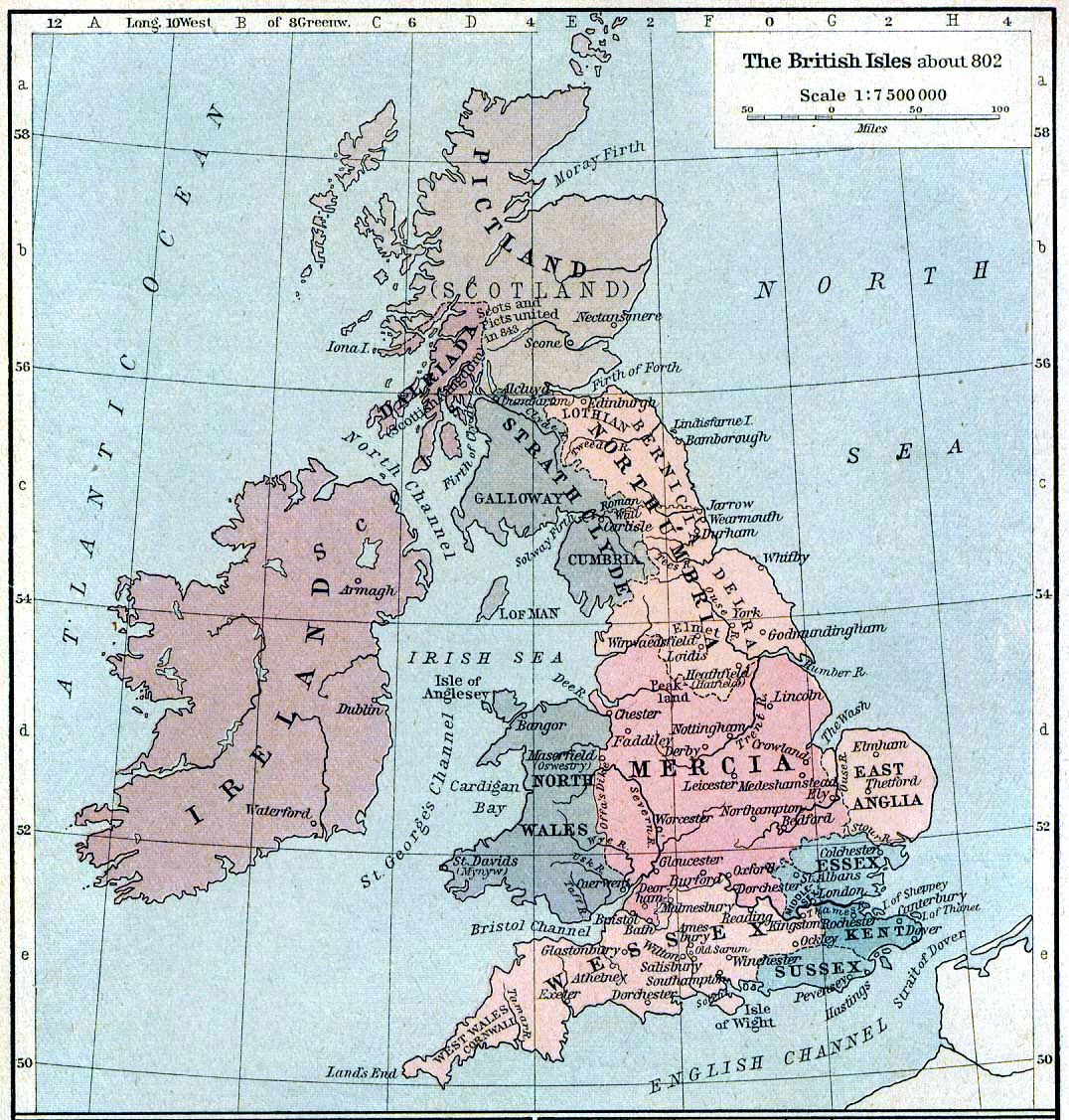
Карта Британских островов на 802 год. Из книги Shepherd, William R. Historical Atlas, New York: Henry Holt and Company, 1926

Англосаксонская история у Беды начинается от момента крещения народа. До этого упоминаются лишь первый король Кента Хенгист и Ида — основатель королевского рода Нортумбрии. Весь период 450—596 годов уместился у Беды в краткую главу, чьё содержание целиком переписано у Гильдаса. Связное повествование охватывает 596—731 годы, причём оно градуировано обращением той или иной области и описанием сопутствующих чудес, завершаясь полным торжеством Христовой веры. Поскольку Беда стремился показать лишь действие Божественного промысла, он не упоминал о политических мотивах христианизации и даже конкретных событиях, которые приводили к крещению. Главной причиной римской миссии Августина Кентерберийского называется желание папы Григория Великого крестить народ англов, но далее по ходу изложения читатель уясняет, что жена короля Этельберта, к которому прибыли папские миссионеры, уже была христианкой и имела при себе епископа (I, 25). Ничего не сообщается и о сопротивлении язычников. В 13-й главе II книги содержится история о верховном жреце Койфи, который, выслушав доводы христиан, собственноручно сокрушил своих идолов. О попытках королей и их подданных вернуться к вере предков сообщается глухо, после чего следует описание кары небесной. Характерным примером является история сыновей короля восточных саксов Саберта, которые «изгнали вестника истины ради служения демонам», после чего «сгинули со всем своим войском».
Беда Достопочтенный не скрывал отрицательного отношения к жителям областей Британии, которые в течение длительного времени отвергали крещение. Жители Мерсии до 655 года описывались исключительно как «кровожадные язычники», да и после крещения очень немногие эпизоды связаны с крупнейшим из англосаксонских королевств. Почти не упоминался Уэссекс до крещении короля Кэдваллы в 688 году, хотя к тому времени там существовали церкви и монастыри, в одном из которых началась карьера апостола Германии Винфрида-Бонифация, о котором не упоминается даже намёком. Беда неохотно упоминал о многолетнем сосуществовании язычества и христианства: в Кенте только в 640 году — через 43 года после начала миссии Августина — было запрещено поклонение идолам (III, 8). Комментаторы неоднократно обращали внимание на упоминания вторичного обращения уже крещёных областей: Нортумбрия, обращённая в 627 году Паулином, в 635 году вновь приняла крещение от св. Айдана.
В определённом смысле слова для Беды свойственен местный патриотизм, направленный на его родное королевство Нортумбрия, несмотря на его попытку общеанглийского и даже общехристианского изложения. Единственный раз в своём сочинении историк с похвалой отозвался о короле-язычнике Этельфриде на том основании, что «ни один другой правитель не подчинил народу англов больше земель». Этельфрид не осуждается даже за избиение монахов Бангора, ибо те были бриттами. В ещё более панегирическом духе изложена история его наследников — святых королей Эдвина и Освальда. Они описаны как истинные воины Христовы и мученики, пострадавшие за веру от рук язычника Пенды. Брат Освальда Освиу, немало сделавший для утверждения христианства, был всё же осуждён Бедой за вероломное убийство соседнего правителя Освина. Об этом преступлении говорится более сдержанно, нежели чем при уклонении бриттов и ирландцев от канонов Римской церкви. Освиу пожертвовал церкви земли в Нортумбрии и покоренной Мерсии, а на месте убийства Освина выстроил монастырь, в котором молились «за упокой души обоих королей — убитого и того, кто приказал его убить».
Всё перечисленное Беда объяснял исключительно небесным законом греха и воздаяния. Пенда, будучи язычником, нападал на соседей по «естественной» греховной склонности, тогда как христианин Освиу нападал на его владения не из-за желания расширить территорию, а ради защиты границ своего королевства и из ревности к крещению мерсийцев. Осудив нападение короля Нортумбрии Эгфрида на Ирландию, Беда сразу же описал его гибель в походе против пиктов в 685 году как Божью кару.

### История библейская и история реальная
Организация и интерпретация имеющегося исторического материала у средневековых историков определялась каноном Ветхого и Нового Завета и, отчасти, патристики. Представление, что такое история народа и как должно строиться её описание, Беда почерпнул из священной истории. Экзегетические труды Беды Достопочтенного демонстрируют развитый метод проведения аналогий между Заветами, событиями прошлого и современностью. Для исторического сознания Беды важным было сосуществование двух времён, причём деяния прошлого предвосхищали настоящее и будущее, которое можно было трактовать. События не просто повторялись или походили друг на друга, но и могли выражать общий смысл и потому в аллегорическом смысле быть одним и тем же («Комментарий к Товиту»). В аллегорической трактовке время двигалось назад — от Нового Завета к Ветхому, это позволяло событиям после Рождества Христова находить параллели в ветхозаветных текстах; они могли пророчествовать о будущем.
Идея об уподоблении англосаксов древним евреям не была сформулирована Бедой. Скорее всего, идея, что англов, как новый народ Израилев, сам Бог вёл к полноте христианской веры, была воспринята из посланий Григория Великого. Отсюда первостепенное значение приобретали сюжеты угодности Богу, исполнения Его воли, попечения Бога о Своём народе, кары и воздания за отпадение от Него. Эти сюжеты могли раскрываться через судьбу всего народа, правителей и отдельных людей. Прямых отсылок к Писанию в «Церковной истории» немного, однако достаточно неявных сравнений англосаксонских королей с библейскими царями, каждый из которых исполнял своё предназначение и получал воздаяние по заслугам.
Борьба между двумя королевскими родами Нортумбрии рассматривалась Бедой как противостояние Саула и Давида. Король Этельфрид, призванный Богом для истребления греховных бриттов, подобно Саулу прогневил Его тем, что обратился против Эдвина. Эдвин, подобный Давиду, бежал в «землю Филистимскую» (королевство Восточных англов), и восточные англы, подобно филистимлянам, разбили войско Этельфрида-Саула и убили его. Воцарился вернувшийся из изгнания Эдвин-Давид (I, 34; II, 12). Смысла уподоблений Беда не раскрывал, исходя из того, что его читатель знаком со всеми сюжетами священной истории. Причины событий также не разъяснялись, ибо их логика уже была объяснена в соответствующих книгах Писания. Аналогично логика библейских событий была перенесена на короля Освина. Беда изображал его как храброго воина, но когда Освин узнал, что ему предстоит сразиться с христианином Освиу, он распустил своё войско и попытался укрыться в своём доме. Его поступок объяснялся с помощью Евангелия от Луки (Лк. 14:31).
Из Писания же Беда вынес особую роль священников и духовных наставников, которые вели королей в соответствии с Божьей волей. Много места в «Церковной истории» занимает житие ирландского епископа Айдана, который наставлял праведных королей Освальда и Освина, уча их смирению и покорности Богу. В изображении Беды он уподоблен Самуилу — одному из излюбленных ветхозаветных героев. Освальд и Айдан метонимически представляли власть и церковь, нуждающихся друг в друге и пребывающих в гармонии. Образ духовного наставника у Беды стандартный — его святые, учители, проповедники и епископы сочетают аскетизм, гармонию созерцательности и действия, постоянный миссионерский труд и широчайшую образованность. Этим они противопоставляются «праздности наших дней» (III, 5).
Из «Церковной истории» Евсевия Беда вынес уподобление христианских монархов равноапостольному императору Константину, святость которого удостоверялась небесными знамениями. Король Эдвин после своей победы установил мир по всей Британии; перед сражением с язычником Пендой Освальд водрузил крест на поле Хэвенфельдт; Освиу, ради единства Церкви, лично председательствовал на синоде в Уитби и т. д. Беда, как и Евсевий, завершил свой труд списками епископов в Британских землях, помогая читателю увидеть непрерывную последовательность передачи Слова и благодати.
Согласно Ч. Джонсу, для Беды представляли интерес не сами исторические факты, а их теологическое значение. Например, он не упоминал об обретении власти первым христианским королём Нортумбрии Эдвином, хотя из других источников известно, что правитель вёл множество войн с соседями. Для историка Эдвин стал королём только с принятием крещения. Соответственно, и военные успехи королей описывались как награда за благочестие. Напротив, за нечестием сразу же следует расплата, и отвергшие Христа наследники Этельберта лишились земного королевства, потому что утратили Царство Небесное (II, 5).

## «Истинный закон истории»

### Стратегия исторического повествования

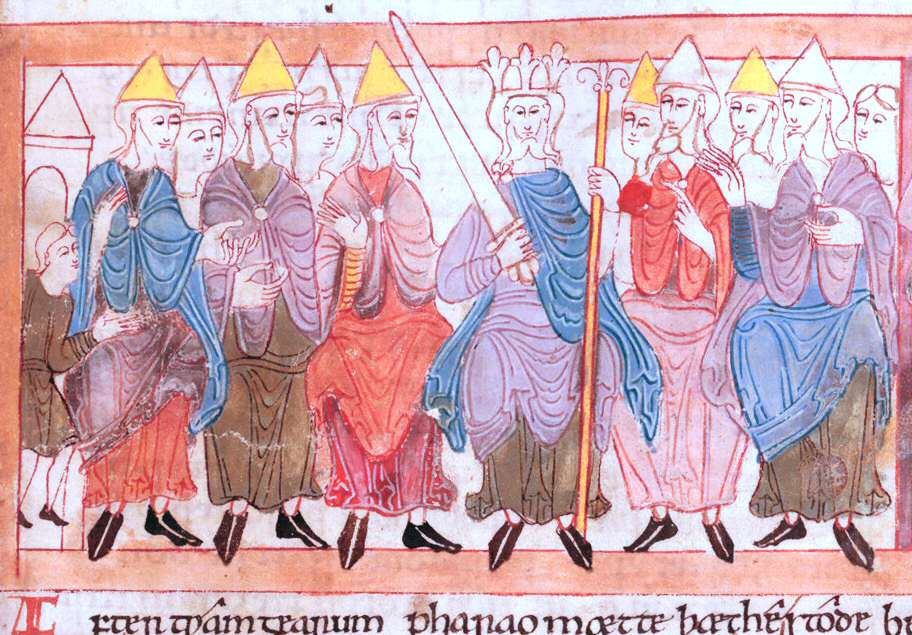
Англосаксонский король с дружиной, изображённый в образе фараона. Миниатюра из англосаксонской рукописи XI века. Британская библиотека

В предисловии к «Церковной истории» Беда заверял читателя в намерении следовать истине и упоминал, что он попытался выяснить для наставления потомков из народной молвы, что есть «истинный закон истории» (vera lex historiae). Эта формула привлекала внимание многих исследователей, которые стремились понять историографический принцип и методологические установки Беды Достопочтенного. Слова об истинном законе были заимствованы из предисловия Иеронима к переводу «Хроники» Евсевия Кесарийского: о прошлом необходимо рассказывать, «выражая мнение простого народа, что есть истинный закон истории». Р. Рэй в статье 1980 года обратил внимание, что Беда следовал наставлениям Августина и стремился вычленить в истории суть вещей, то есть история не есть буквальный рассказ о том, что произошло, а только подача читателю поучительной формы действительных событий. Это и есть закон исторического повествования, то есть учёт «молвы» был настоятельно необходим, ибо если бы детали повествования расходились с привычными представлениями, рассказ становился риторически неэффективным.
Иными словами, понимание границ правды и вымысла в Средние века было достаточно специфическим. Для средневекового историка — и Беды — изложение «деяний», то есть сцен, поступков, речей и прочего, было важно с точки зрения не столько передачи преходящих деталей, сколько универсальных, вечных смыслов («должного»). Это своего рода «истина типического», поэтому у историка была значительно более широкая возможность для изобретения фактов, чем у авторов Нового и Новейшего времени. Однако это же парадоксально означает, что средневековую «вымышленную историю» было затруднительно фальсифицировать, поскольку внешними критериями для верификации являлись память, суждение или даже предпочтение отдельного читателя.

### Достоверность

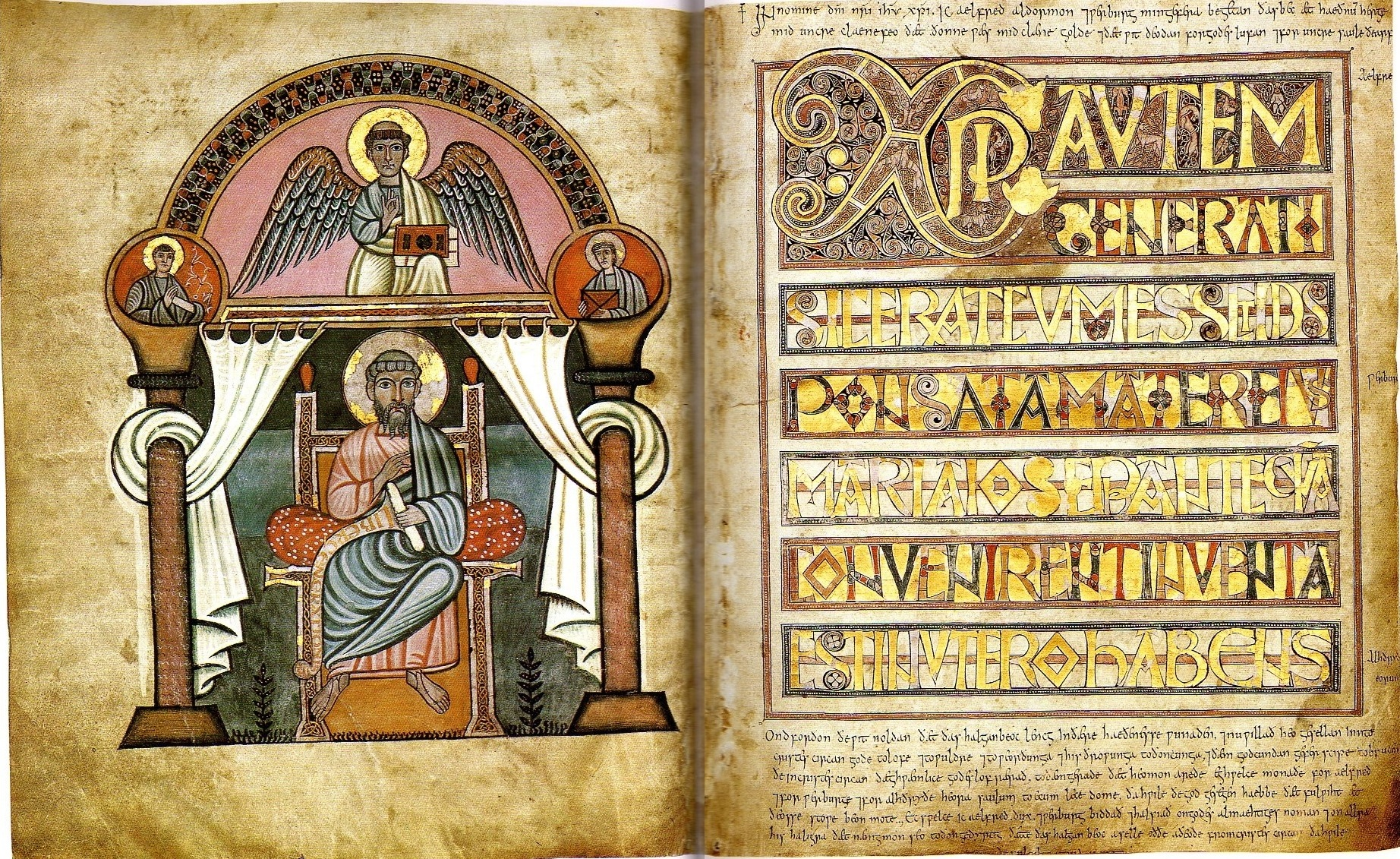
Миниатюра евангелиста Матфея и инципит из Стокгольмского Золотого кодекса

## Рукописная передача и издания

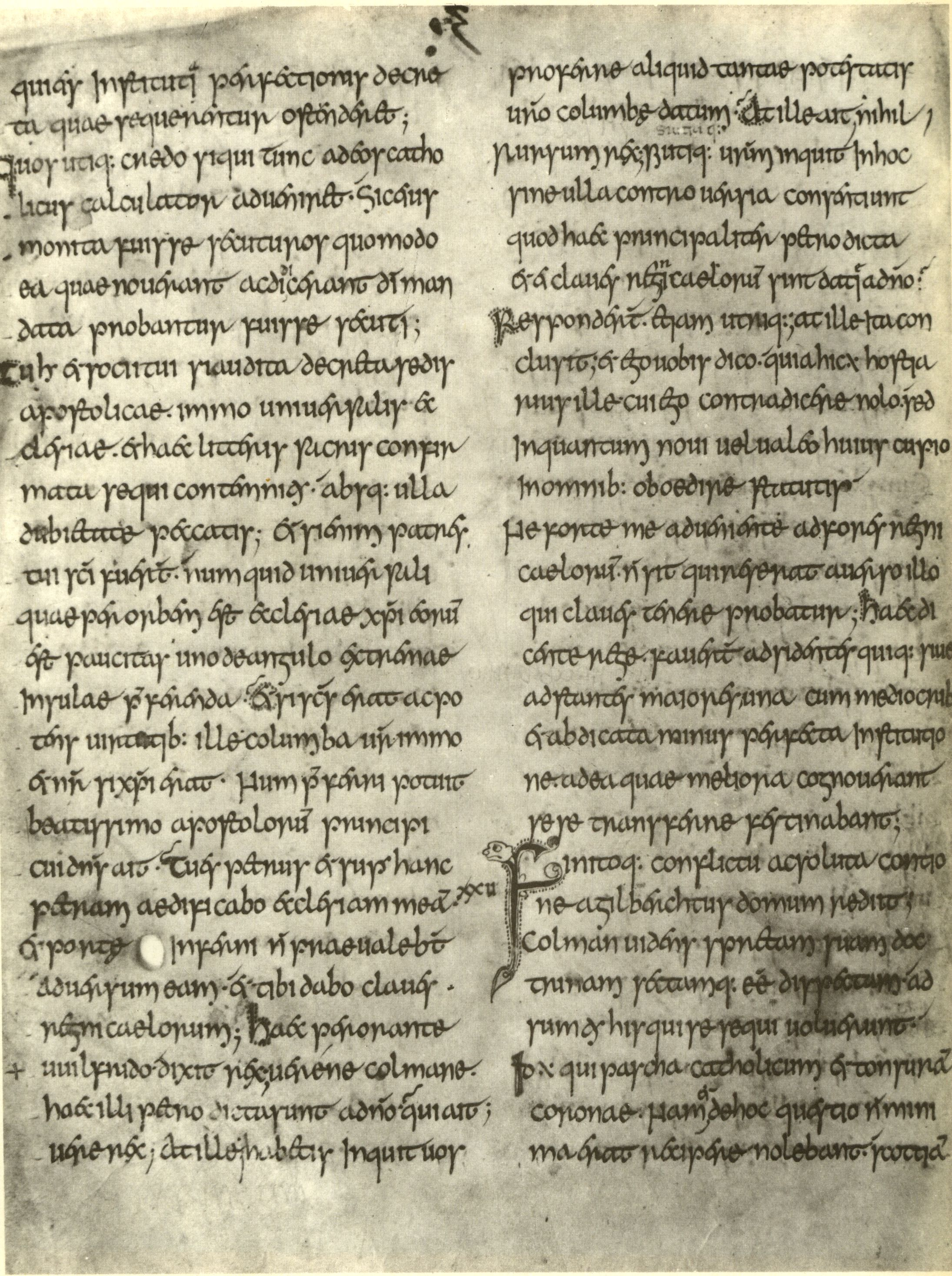
Фолио 87v рукописи Cotton Tiberius C II. Британская библиотека